# مجموعة كانون
مجموعة كانون للإنتاج السينمائي (بالإنجليزية:The Cannon Group Inc)، هي شركة أمريكية تنتج مجموعة من الأفلام السينمائية الأكثر تأثيراً في تاريخ هوليوود، وعرف بعدها بأفلام كانون (Cannon Films)، أنتجت عدداً من الأفلام الحركية والرومانسية والتي تعود أرباحها لمؤسسين إسرائيليين، وهما: مناحيم غولان ويورام غلوبس.

## أهم الأفلام السينمائية
أهم الأفلام السينمائية الأقوى تأثيراً والأقوى حركة وهي:
- ذا دلتا فورس.
- دلتا فورس 2.
- دلتا فورس 3: ذا كيلنغ جيم.
- ذا هيتمان
- ميسنغ إن أكشن
- ميسنغ إن أكشن 2
- براداك: ميسنغ إن أكشن 3

## إفلاس الشركة
أعلنا مناحيم غولان ويورام غلوبس إفلاس الشركة سنة 1993م.

## وصلات خارجية
- Cannon.org.uk -The Cannon Films Archive
- Cannon Films Appreciation Society
- Cannon Films في قاعدة بيانات الأفلام على الإنترنت
- مجموعة كانون على موقع IMDb (الإنجليزية)
- Cannon Films Night on The Radio Dan Show